# Hoge Synagoge (Praag)

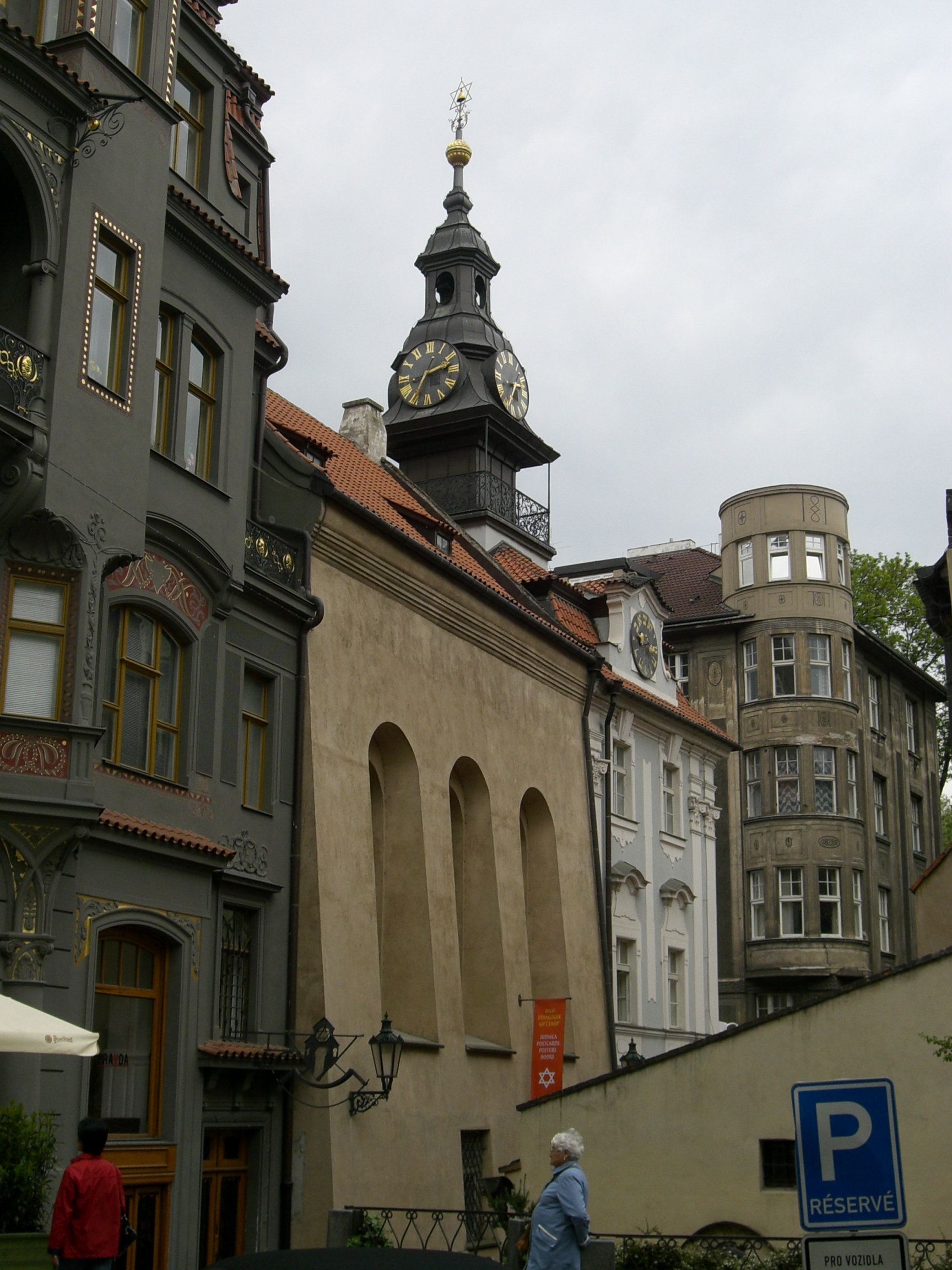
De Hoge Synagoge

De Hoge Synagoge (Tsjechisch: Vysoká synagoga) is een synagoge in de joodse wijk Josefov van de Tsjechische hoofdstad Praag. De synagoge heet 'hoge synagoge' omdat hij op de eerste verdieping van het gebouw ligt. Ditzelfde gebouw huisvest ook sinds oude tijden al de kantoren en studieruimtes van de joodse gemeente van Praag.
De Hoge Synagoge werd in de 16e eeuw met geld van Mordechai Maisel gebouwd en was gereed in het jaar 1568, hetzelfde jaar als het Joodse Raadhuis. De synagoge is gebouwd in renaissancestijl. In 1689 brandde het gebouw af, waarna het opnieuw werd opgebouwd. In 1883 werd de synagoge opnieuw herbouwd. Tijdens deze verbouwing werd de gevel versimpeld tot het huidige uiterlijk. Tijdens de communistische periode van Tsjecho-Slowakije was de synagoge onderdeel van het Joods Museum, sinds 1994 is het gebouw weer eigendom van de joodse gemeente. Er vinden anno 2008 onder andere bruiloften plaats.
Vlak naast de hoge synagoge, met enkel een steegje ertussen, ligt de bekendere Oudnieuwe Synagoge.